# Juan Selva Mergelina
Juan Selva Mergelina (València, 20 de gener de 1886 - 19 d'abril de 1949) va ser un militar i polític valencià. De filiació carlina, el seu germà José Selva Mergelina en fou un dirigent destacat. Ingressà a l'exèrcit espanyol i va participar en la Guerra del Rif, i va assolir el grau de comandant en 1927. Després de la proclamació de la Segona República Espanyola fou retirat de l'exèrcit amb l'aplicació de la Llei Azaña. Va ser detingut a causa de la seva participació en el cop d'estat de Sanjurjo el setembre de 1932. També es va veure implicat en el cop d'estat del 18 de juliol de 1936 a València, on va fracassar i pel que fou detingut i jutjat amb altres requetés per un Tribunal popular. Si bé el fiscal va demanar contra ell la pena de mort per rebel·lió militar, va salvar la vida perquè el president del tribunal, Enrique Cerezo, havia militat de jove en el jaumisme. Aleshores va passar tota la guerra civil espanyola tancat a la presó.
Fou alliberat després de la fi de la contesa i va exercir com a jutge militar a Gandia, on fou expedientat el maig de 1940 pels seus enfrontaments amb militants falangistes. Això no impediria que l'octubre de 1941 fos nomenat governador civil de la província de Tarragona. L'octubre deixà el càrrec i va ingressar en el Consell Nacional de FET y de las JONS, de manera que també fou procurador en Corts de 1943 a 1946.